# 엽족동물
엽족동물(葉足動物)은 비공식 계통군 엽족동물문(Lobopodia)에 속하는 동물들을 이르는 총칭이다. '엽족'(葉足)이라고 부르는 두터운 다리를 가진 범절지동물이다. 엽족동물의 정의는 문헌마다 다를 수 있지만, 보통 아이셰아이아와 할루키게니아 등의 물렁한 몸을 지닌 갯지렁이를 닮은 화석 범절지동물 무리를 뜻한다. 그러나 다른 무리와 유사한 특징을 가진 케리그마켈라와 팜브델루리온 등의 다른 속들은 종종 '새엽족류'(鰓葉足類. gilled lobopodians)로 부른다.
거의 완전한 보존 상태의 가장 오래된 엽족동물 화석은 지질 연대가 캄브리아기 초기까지 거슬러 올라가는데, 일부는 오르도비스기, 실루리아기 및 석탄기 지층에서도 발견된다. 일부는 흔히 캄브리아기 층에서 탄소질 또는 광물질성 미화석으로 보존되어 있는 튼튼한 발톱, 판이나 가시를 지닌다. 세 개의 현생 범절지동물 무리(절지동물, 완보동물, 유조동물)이 엽족류 조상으로부터 진화해 나온 것으로 추정되기 때문에 이 분류군은 다계통인 것으로 여겨진다.

## 정의

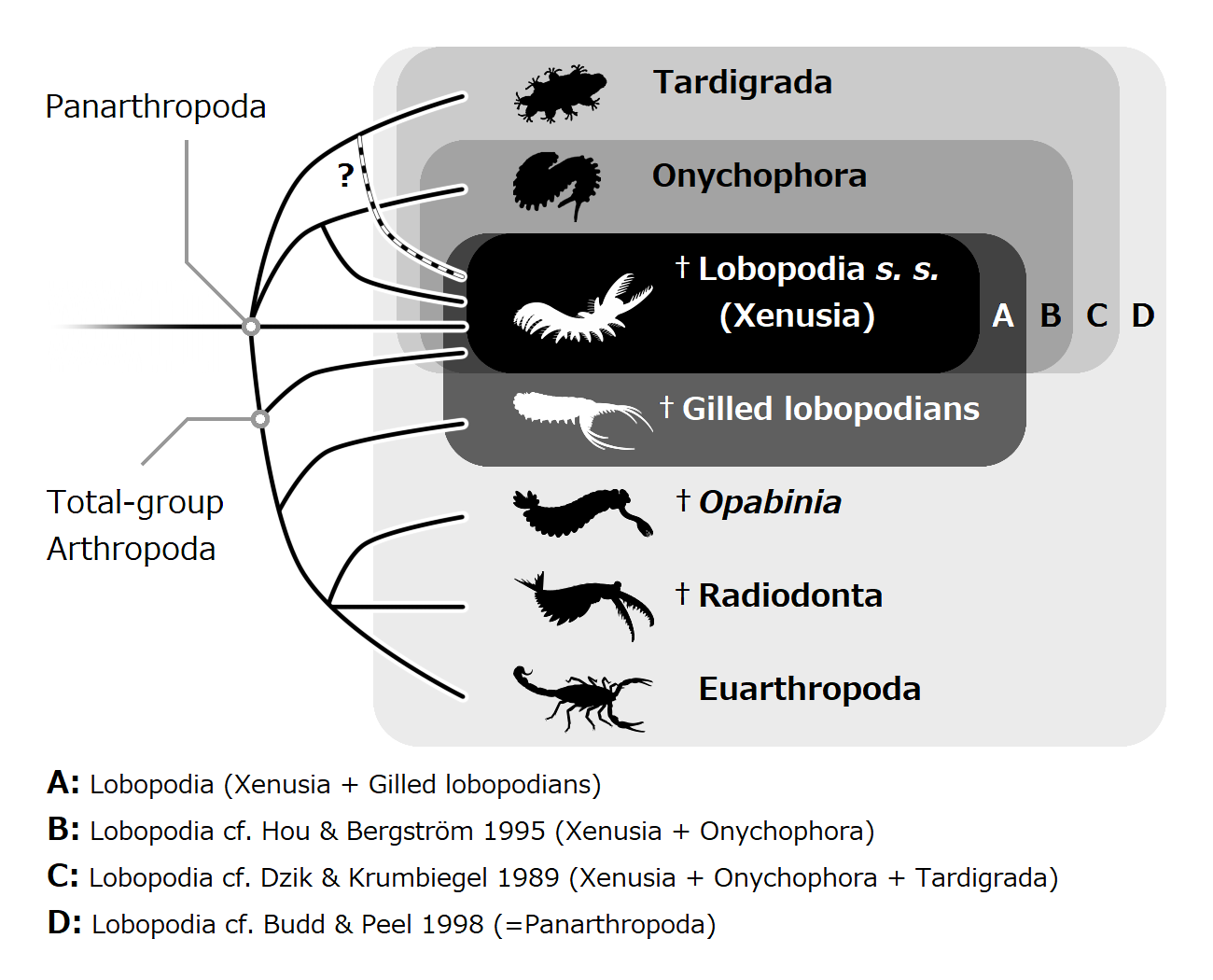
범절지동물 내 엽족동물의 다양한 정의들

엽족동물의 개념은 저자마다 다르다. 가장 일반적인 의미로는 주로 전통적으로 크세누시온강(Xenusia)으로 통합된 캄브리아기에 살던 엽족을 가진 지렁이 모양의 범절지동물 분류군으로 정의되는데, 예를 들어, 아이셰아이아, 할루키게니아, 크세누시온 등이 있다. 오파비니아, 팜브델루리온, 케리그마켈라 등 특정 공하강 속의 경우 엽족류로 간주시키기도 한다. 때로는 좀 더 구체적으로 '기엽족류'로 불린다. '엽족동물'이라는 명칭의 전통적이고 비공식적 이용은 이를 진화 등급으로 취급하며, 이는 범절지동물 왕관군 바닥 근처의 멸종된 범절지류만을 포함한다. 범절지동물 왕관군은 세 가지의 현생 범절지류(유조동물문 (발톱벌레), 완보동물문 (물곰), 절지동물문) 뿐만 아니라 가장 최근의 공통 조상과 그 모든 후손들로 이루어져 있다. 따라서 이러한 용도로 엽족동물은 다양한 범절지동물 바닥군을 구성한다. 이는 왼쪽 그림의 A칸에 해당한다.
엽족동물에 대한 대안적인 광의에는 여전히 엽족성 다리를 지니고 있는 두 가지의 현생 범절지류 문인 유조동물문과 완보동물문도 포함될 수 있다. C칸에 해당하는 이 정의는 부속지(엽족)의 외형적 유사성에 따른 형태학적인 것이다. 즉, 고도로 분화한 다리 형태를 바탕으로 특정 엽족동물의 후손인 진절지동물을 제외한 측계통군이다. 엽족동물은 또한 현존하는 유조동물과 완보동물, 그리고 이들의 가장 최근의 공통 조상과 모든 후손들로 구성된 자매 계통군 제안형을 절지동물로 지칭하는 데 사용되었다. 이 정의는 엽족동물을 단계통군으로 만드는데, 이것이 만약 실제로 유효하다면 (즉, 완보동물과 유조동물이 절지동물보다 서로 더 가까운 경우), 전통적으로 엽족동물로 간주되는 모든 진절지동물 계통 분류군들이 제외될 것이다. 그러나 범절지동물의 내부 계통 발생에 관한 여러 가설이 있기 때문에 그 타당성은 불확실하다. 가장 넓은 정의는 엽족동물을 범절지동물에서의 정의와 동일한 단계통적 상문으로 취급한다. 그림에서 D칸에 표시된 이 정의에 따라 엽족동물은 더 이상 진화 등급으로 취급되지 않으며, 초기의 외형적 엽족동물 형태뿐만 아니라 현존하는 범절지류 등 모든 후손을 포함하는 한 계통군으로 취급된다.
엽족동물은 과거에 때때로 기생성 범절지류인 오구동물을 포함시켰는데, 이 분류군은 전통적으로 특이한 문 단위 분류군으로 여겨졌으나, 이후 계통유전체학적 및 해부학적 연구를 통해 갑각류의 매우 분화된 분류군인 것이 밝혀졌다.

## 대표 분류군
엽족동물 중 많이 알려진 속으로는 버지스 셰일의 아이셰아이아속과 버지스 셰일 및 마오텐산 셰일의 할루키게니아속이 있다. 아이셰아이아는 외형상 엽족류의 기본 형태를 가지고 있다. 그 예로 상당히 고리 진 큐티클, 머리 끝에 달린 개구부, 전문화된 최전방 부속지, 끝발톱이 달린 통통한 엽족을 가지고 있다는 점이 있다. 할루키게니아의 경우 화석 해석에 따른 복잡한 역사로 유명한데, 초기에는 길다란 기둥 형태의 다리와 신비에 감싸인 등 부분의 육돌기들이 달려 있는 것으로 묘사되었으며 캄브리아기 동안 자연이 가장 다양하고 기괴한 신체 설계를 실험한 주요 사례로 한동안 여겨졌다. 그러나, 추가적인 발견을 통해 이 해석이 사실은 이 동물을 거꾸로 배치한 것이었음이 밝혀지게 되었다. '기둥' 다리를 등가시로 해석하게 되면서 육질성의 '등' 돌기가 실은 길쭉한 엽족임을 분명히 알게 되었다. 좀 더 근래의 복원도는 이 동물의 앞·뒷모습을 바꾸기도 했다. 과거에는 머리로 여겨졌던 구근 모양 자국이 실은 항문에서 내장 내용물이 배출되던 흔적인 것으로 밝혀졌다.
미크로딕티온은 할루키게니아를 닮은 또 다른 매력적이고 그럴듯한 엽족류의 한 속이지만, 등 위에 가시 대신 종종 탈각되어 작은껍질화석 (SSF)의 한 예로 알려져 있는 그물 모양의 판을 한 쌍씩 가지고 있다. 크세누시온은 기재된 엽족류 중 가장 오래된 화석 기록을 가지고 있으며, 이는 캄브리아기 제 2절로 거슬러 올라간다. 뤄리사니아는 여러 쌍의 특수 부속지를 가진 엽족류의 상징적인 예시이다. 기엽족류인 케리그마켈라와 팜브델루리온은 엽족동물과 절지동물 사이의 관계를 조명한다. 이들은 엽족류의 관련성 및 절지동물의 줄기군과 연결된 특징들을 두루 갖추고 있기 때문이다.

## 생김새

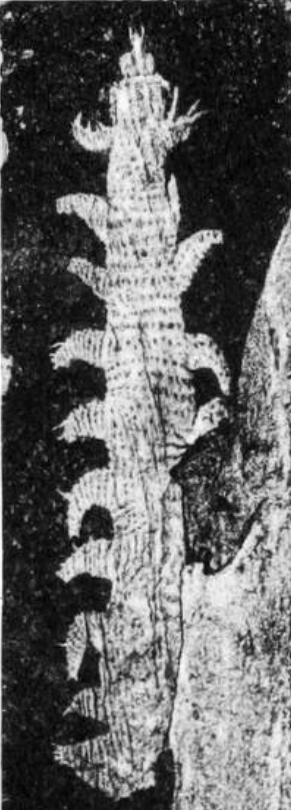
전체적인 생김새를 보여주는 Aysheaia pedunculata의 온전한 화석

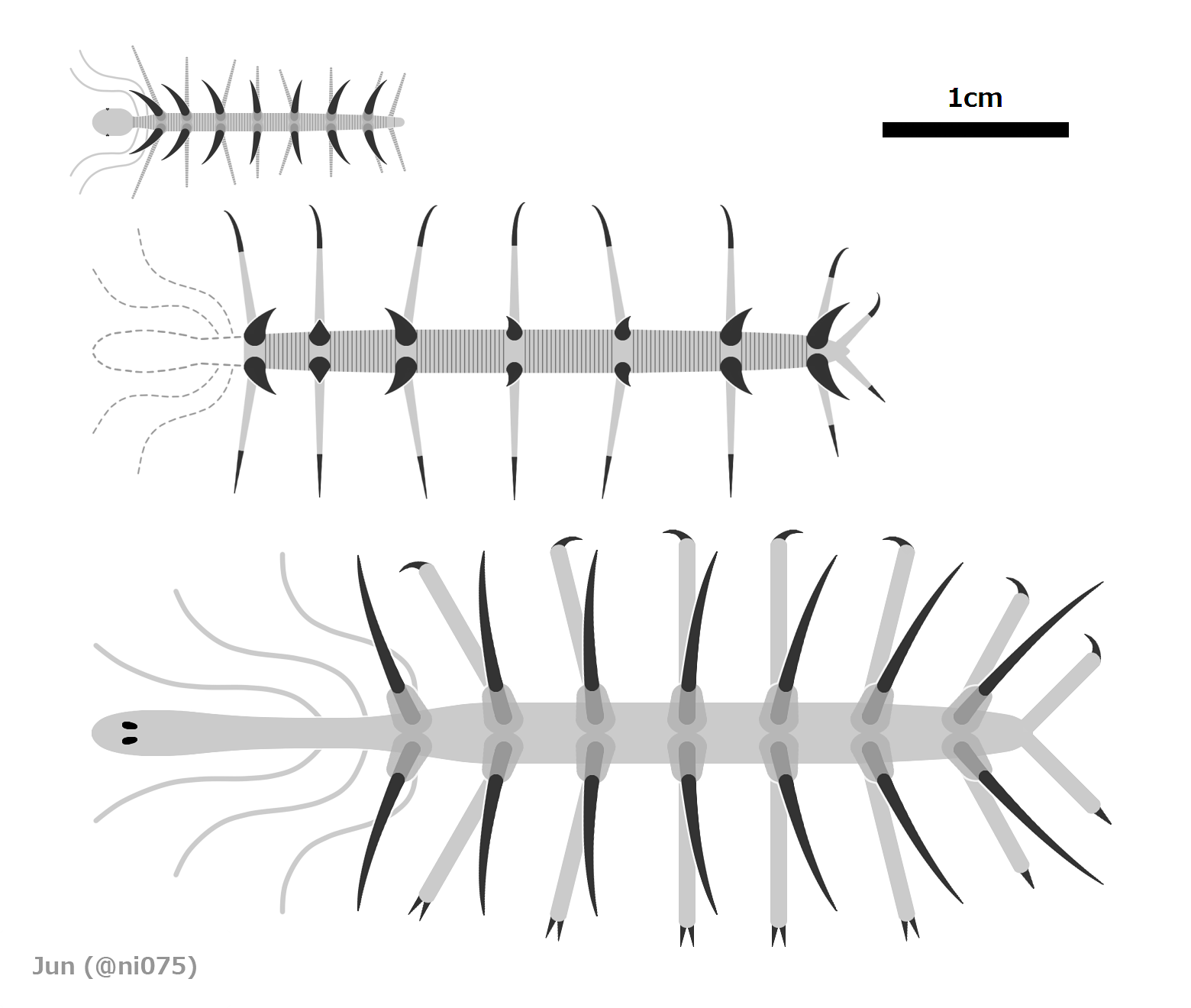
할루키게니아속에 속하는 3종의 비율상 최대 크기(위에서부터 H. fortis, H. hongmeia, H. sparsa 순).
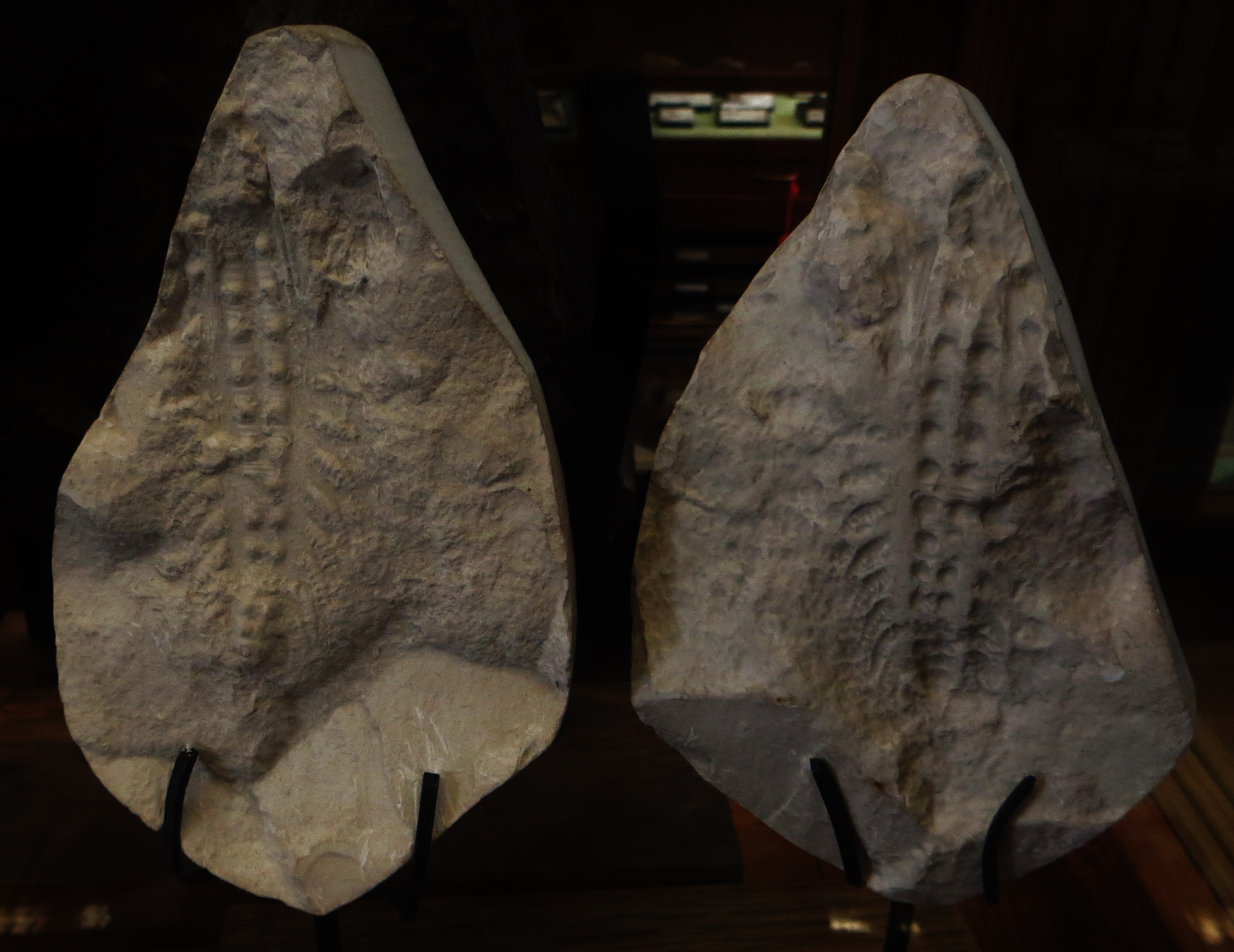
최대 20cm 이상 자랄 수 있는 엽족류인 크세누시온의 화석

대부분의 엽족류들은 몸길이가 수 센티미터인 한편, 몇몇 속들은 최대 20cm까지 자라난다. 체형은 환형이지만 고리의 존재 여부는 위치나 분류군에 따라 다를 수 있으며, 화석 물질의 간격이 좁고 돌출부가 낮아 식별하기 어려울 때도 있다. 몸과 부속지는 횡단면이 원형이다.

### 머리
보통 보존 상태가 빈약하기 때문에, 소수의 엽족류 종에 대해서만 머리 부분의 상세한 복원이 가능하다. 엽족류의 머리는 대체로 둥글납작하며, 때로는 제1더듬이 또는 몸통의 엽족에서 개별화된 잘 발달한 전방 부속지 등 눈 앞에 있는 원대뇌 부속지 한 쌍을 가지고 있을 것이다.(두 쌍의 머리 부속지를 가진 안테나칸토포디아 제외)  구기는 원추형 주둥이 또는 여러 줄의 치열로 이루어져 있었을 것이다. 눈의 경우 뤄리사니아 (=미라뤄리사니아), 오바티오웨르미스, 오니코딕티온, 할루키게니아, 파키웨르미스에게서 나타난 바와 같이 단 하나의 홑눈 또는 수많은 여러 쌍의 홑눈일 수 있으며, 덜 분명한 것은 아이셰아이아도 마찬가지이다. 그러나, 케리그마켈라 등의 기엽족류에서 눈은 실제로는 겹눈였을지도 모르는 비교적 복잡한 반사적 부위이다.

### 몸통과 엽족
몸통은 길며 수많은 체절들(몸 분절)로 이루어져 있는데, 마디마다 엽족(lobopod)이라고 불리는 다리가 한 쌍씩 붙어있다. 분절 경계는 절지동물만큼 외형적으로 중요하지는 않지만, 일부 종에서는 이질적인 고리화(즉, 분절 경계의 위치에 해당하는 고리화 밀도의 교대)로 나타난다. 몸통마디에는 마디혹(하드라낙스,, 케리그마켈라), 유돌기(오니코딕티온), 가시·판 모양의 경판(갑엽족류) 또는 옆지느러미(기엽족류) 등의 다른 외부 분절에 상응하는 구조물을 가지고 있다. 몸통의 끝에는 엽족 한 쌍 (아이셰아이아, Hallucigenia sparsa) 또는 꼬리 모양의 확장부(파우키포디아, 시베리온, 젠사노포디아)가 달린다.
엽족은 원뿔 모양으로 유연하고 느슨하며, 몸쪽에서 끝부분으로 갈수록 가늘어지고 끝발톱을 가지거나 그렇지 않을 수 있다. 발톱이 달려있을 경우, 갈고리 모양이거나 서서히 구부러지는 가시를 닮은 딱딱한 구조물이다. 발톱을 가진 엽족류는 보통 두 개의 발톱을 가지고 있지만,  하나의 발톱만을 가지고 있는 경우가 있으며(예: 뤄리사니아과의 뒷몸에 달린 엽족들), 그 체절 또는 분류학적 연관성에 따라  두 개 이상의 발톱을 가지기도 한다.(예: 트리토니쿠스의 경우 발톱이 세 개이며, 아이셰아이아는 발톱이 7개이다) 일부 속의 엽족류에서는 가시(디아니아), 육질성 생장돌기(오니코딕티온), 또는 혹(젠사노포디아) 등의 추가 구조물들이 달린다. 알려진 엽족류의 구성원들, 심지어 절지동물 줄기군(예: 기엽족류 및 시베리온류)에 속하는 구성원들조차 절지화의 징후가 없으며, 디아니아의 다리에 절지화가 의심되는 사례는 착각이었던 것으로 보고 있다.
몸통마디 사이의 분화(합체절형성)는 할루키게니아과와 뤄리사니아과를 제외하고는 거의 발생하지 않는데, 이 경우에는 여러 쌍의 앞몸 엽족이 뒷몸의 엽족에 비해 상당히 가늘거나(할루키게니아과) 강모가 많이 달린다.(뤄리사니아과)

### 내부 구조물

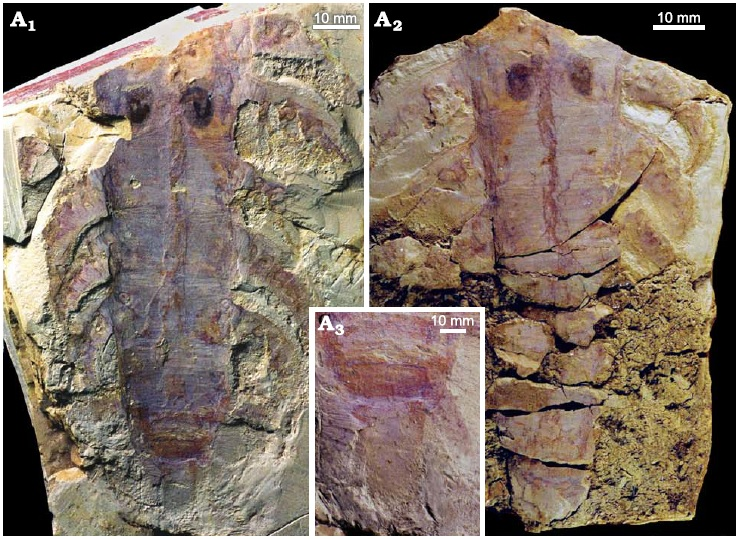
엽족과 창자 게실 및 잎 모양의 끝 확장부의 흔적이 보이는 Jianshanopodia decora의 화석화된 뒷몸통

엽족동물의 내장은 종종 직선형이고 구분이 없으며 때때로 3차원 형태의 화석 기록으로 보존된다. 내장 안에 침전물이 채워진 채로 발견된다.  내장은 엽족류의 몸통의 전체 길이를 차지하는 가운뎃관으로 구성되어 있으며, 이는 적어도 체계적으로는 크게 변하지 않는다. 그러나 일부 무리 중 특히 기엽족류와 시베리온류의 경우, 내장이 연속적으로 반복되는 신장 모양의 장 게실(소화샘) 쌍으로 둘러싸여 있다. 몇 가지 표본에서, 엽족류의 내장 일부가 3차원 형태로 보존이 되었다. 이는 일반적으로 삼차원 내장 보존의 원인인 인산화로 인해 발생할 수 없는데, 내장의 인산염 함량이 1% 미만이기 때문으로 석영과 백운모로 구성되어 있다. 대표적인 파우키포디아의 내장은 너비가 다양하며, 몸의 중심에서 가장 넓다. 체강 내 위치는 느슨하게 고정되어 있어 유연성이 있다.

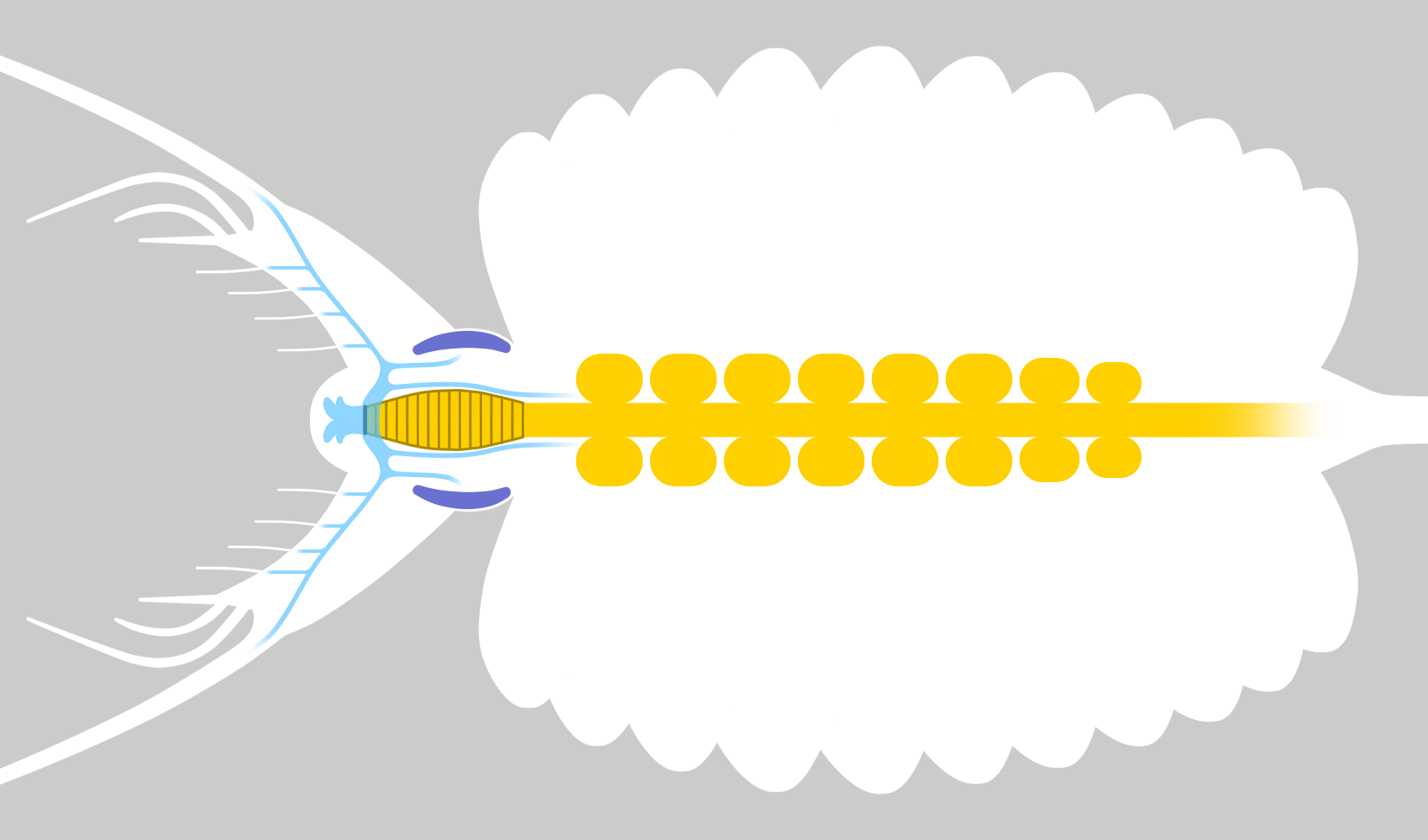
케리그마켈라의 눈(남색), 뇌(연청색) 및 소화계(노랑)

엽족류의 신경해부학에 대해서는 대부분 모호한 화석 증거로 인해 알려진 바가 많지 않다. 신경계로 보이는 흔적이 파우키포디아, 메가딕티온, 안테나칸토포디아에서 발견되었다. 엽족류의 신경 구조에 대한 최초이자 지금까지 확인된 증거로는 Park et al. 2018 논문에 기재된 기엽족류 케리그마켈라에서 나온 것이 유일하다. 이 연구는 눈 및 전방 부속지의 신경과 직접 연결된 전대뇌(범절지동물에 있는 맨 앞의 뇌신경절)로만 구성된 뇌로 묘사하는데, 이는 엽족류의 머리뿐만 아니라 모든 범절지동물의 전대뇌 기원을 시사한다.
새예동물 및 유조동물 등의 일부 현생 탈피동물에는 가장 바깥쪽의 원형 근육층과 가장 안쪽의 세로 근육층이 있다. 유조동물은 또한 그 세 번째로 중간 정도의 얽힌 사선 근육층을 가지고 있다. 기엽족류 팜브델루리온의 근계는 이와 비슷한 해부 구조를 보이지만, 그러나 트리토니쿠스라는 엽족류의 근계는 반대 양상을 보이는데, 가장 바깥쪽 근육은 세로 방향이며 가장 안쪽 층은 원형 근육으로 구성되어 있다.

## 종류
엽족동물은 겉모습을 바탕으로 각기 다른 종류로 나누는데, 지렁이를 닮은 크세누시온류(Xenusia), 경판을 가진 크세누시온류인 '갑엽족류', 강건한 전방부속지와 옆지느러미를 가진 '새엽족류'로 구분한다. 이들 중 일부는 원래부터 분류학적 의미(예: 크세누시온강)로 정의내렸지만 이들 중 어떤 것도 일반적으로 추가 연구에서 단계통군으로 받아들여지지 못한다.

### 갑엽족류
갑엽족류는 몸통에 가시나 판 같은 단단한 구조물들이 반복해서 나 있는 크세누시온류 엽족동물(예: 할루키게니아, 미크로딕티온, 뤄리사니아) 또는 기타 엽족류(예: 디아니아)로 알려져 있다. 이에 반해 경판이 없는 엽족류는 소위 '무갑엽족류'(unarmoured lobopodian)라고 불린다. 경판의 역할은 방어 또는 근육 부착점인 것으로 풀이된다. 몇 가지 경우에서 갑엽족류의 탈각된 경판들만이 보존된 채로 남아있는데, 이는 작은껍질화석의 구성물에 해당한다. 유조동물과 근연인 것으로 보았으며 일부 과거 연구에서는 한 계통군으로 나타난다. 그러나 이들 계통적 위치는 후속 연구에서 논쟁 상태에 놓여있다.(문단 참조)

### 새엽족류

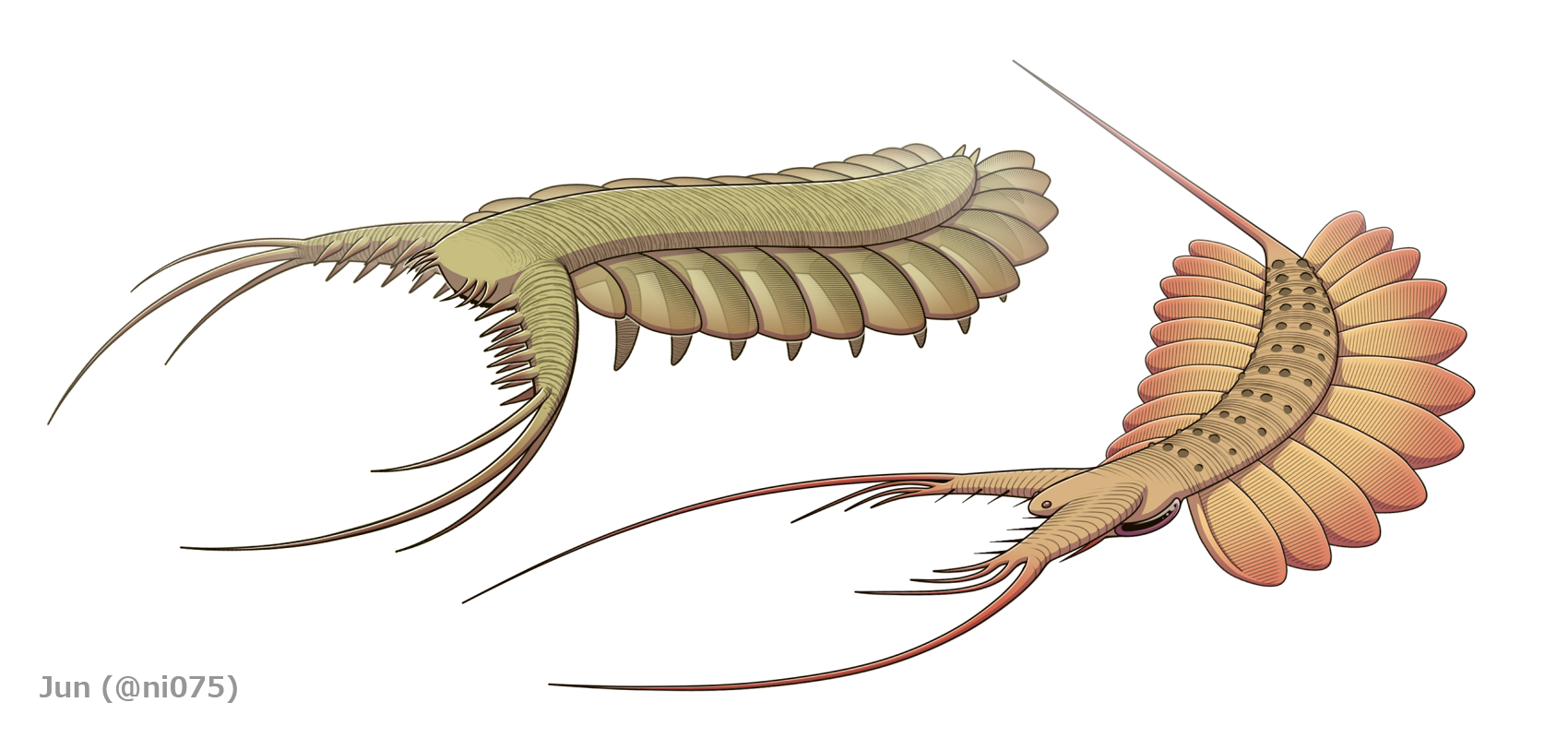
새엽족류 팜브델루리온(좌상단)과 케리그마켈라(우하단)

환절과 엽족 같은 공유 형질 때문에 엽족류의 특성이 있는 공하강을 '새엽족류'(gilled lobopodian)라고 부른다. 이 형태들은 몸통마디마다 한 쌍의 지느러미를 가지고 있지만, 견고하고 단단한 전방부속지릉 가진 방사치류와 같은 더 파생된 공하류와는 반대로 절지화의 징후가 없다. 새엽족류는 최소 네 개의 하위 속으로 구성된다.(팜브델루리온, 케리그마켈라, 우타흐낙스 및 모불라웨르미스) 오파비니아도 광의에서 이 종류로 분류되기도 하지만, 이 속의 엽족의 존재는 확실히 입증되지 않는다. 팜브델루리온의 것을 닮은 구기와 전방부속지의 원위부만이 발견된 옴니덴스의 경우에도 새엽족류로 보고 있다. 몸통 지느러미는 유영다리와 아가미로서의 기능을 둘 다 수행했을 것이며 방사치목의 등지느러미 및 진절지동물의 외돌기와 상동일 가능성이 있다. 이들 속이 이 속들이 참 엽족동물인지에 대해서는 여전히 일부가 논쟁하고 있다. 그러나, 이들은 절지동물의 줄기군에서 방사치목의 바닥군 정도로 널리 받아들여지고 있다.

### 시베리온과 유사 분류군

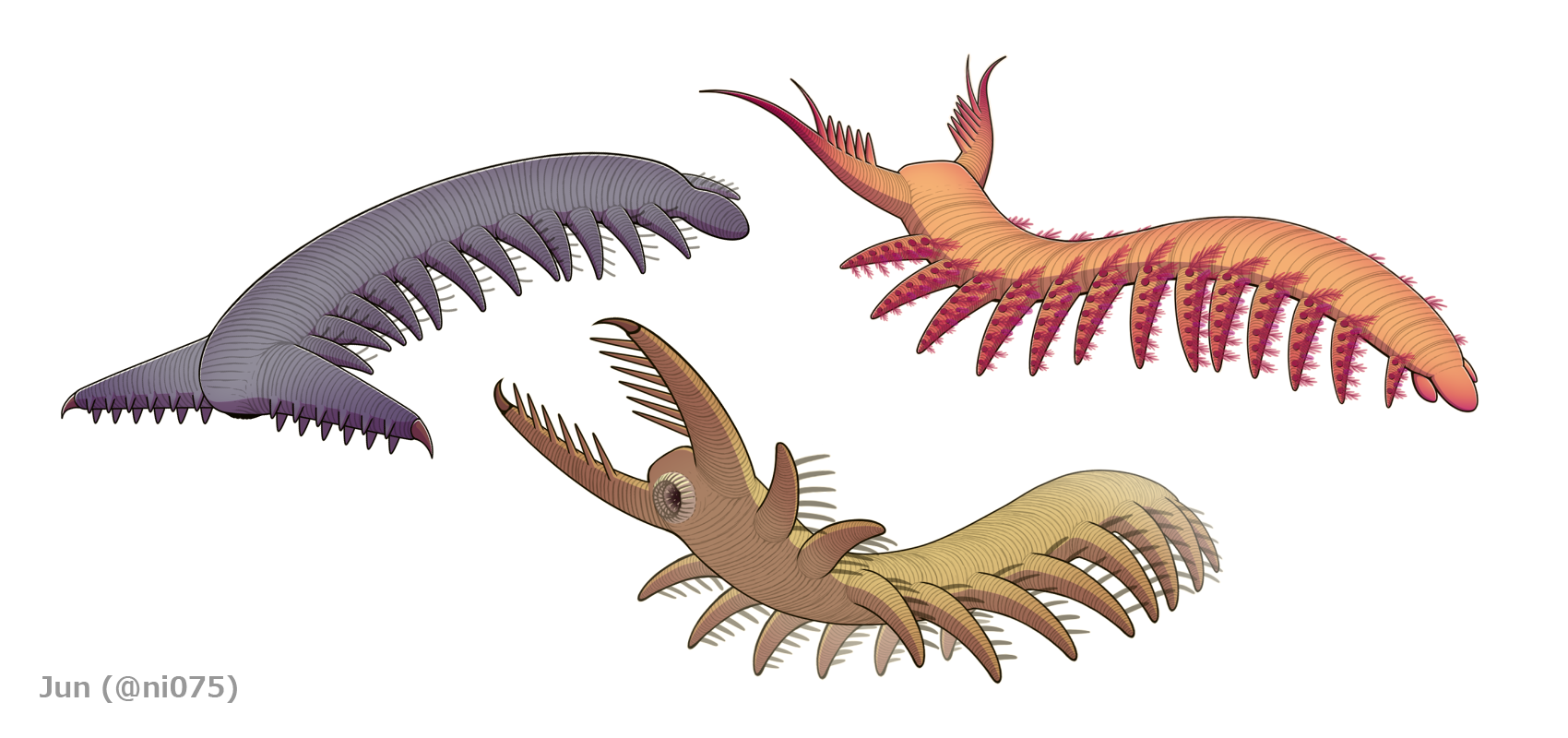
시베리온(좌상단), 메가딕티온(중하단), 젠사노포디아(우상단)

시베리온, 메가딕티온, 젠사노포디아는 시베리온류(시베리온목)로 분류되는데, 일부 문헌에서는 젠사노포디아류 또는 '거대 엽족류'로 부르기도 한다. 몸길이 7~22cm로 보통 크기가 크다.  넓은 몸통, 발톱의 흔적이 없는 통통한 몸통 엽족, 가장 눈에 띄는 한 쌍의 단단한 전방부속지가 있는 크세누시온류 엽족동물로 정의된다. 시베리온을 제외한 나머지는 새엽족류 및 진절지동물 바닥군과 비슷한 소화선을 가지고 있기도 하다. 최종으로 절지동물 줄기군의 가장 초기 위치에 놓여있어해부구조는 보통의 크세누시온류와 새엽족류 사이의 중간 형태를 띠고 있다.

## 분류 계통
엽족동물에 대한 전체적인 계통 해석은 이들에 대한 최초 발견 및 기재 이후로 극적으로 변해갔다. 새로운 화석 증거 및 현생 범절지동물 분류군을 관찰해서 얻얻은 발생학·신경해부학·유전체학적 정보들을 바탕으로 재배치가 이루어졌다.
엽족동물은 처음에 외형상 유조동물을 닮은 형태(고리 모양 큐티클, 발톱이 달린 엽족 등)에 따라 고생대 유조동물의 일종으로으로 보았다. 이러한 해석은 유조동물에 한정된 특징들(공동파생형질) 대신 엽족동물과 유조동물 사이의 유사성이 더 깊은 범절지동물의 조상 특성(근거리형질)을 나타낸다는 것으로 추정되어 절지동물과 완보동물의 특징을 갖는 엽족류의 발견 이후 시험대로 올랐다. 예를 들어, 영국의 고생물학자 그레이엄 버드(Graham Budd)는 엽족동물을 유조동물문과 절지동물문을 형성시킨 바닥군에, 아이셰아이아는 조상의 체형과 비슷하며 케리그마켈라와 팜브델루리온 같은 형태는 공하강을 지나 절지동물의 체형으로 이어질 수 있는 과도기에 해당할 것으로 보고 있다. 아이셰아이아의 피부 장식이 팔라이오스콜렉스강의 경판과 상동이라면, 환신경동물의 바깥 분류군과 관련이 더욱 깊음을 보여줄 수 있다. 엽족동물은 측계통군이며 절지동믈, 유조동물, 완보동물의 최근공통조상을 포함한다.

## 기재된 속
2018년 기준, 20속 이상의 엽족류가 기재되었다. Mureropodia apae와 Aysheaia prolata를 엽족류로 기재시키는 화석 물질은 각각 방사치류의 카리오신트립스와 스탄레이카리스의 탈각한 전방부속지로 여겨진다. 미랄뤄사니아는 몇몇 연구에서 뤄사니아의 학명이명으로 추정되었다. 수수께끼에 싸여 있는 파키웨르미스의 경우 이후에 뤄사니아류 엽족류의 매우 특화된 속인 것으로 밝혀졌다.

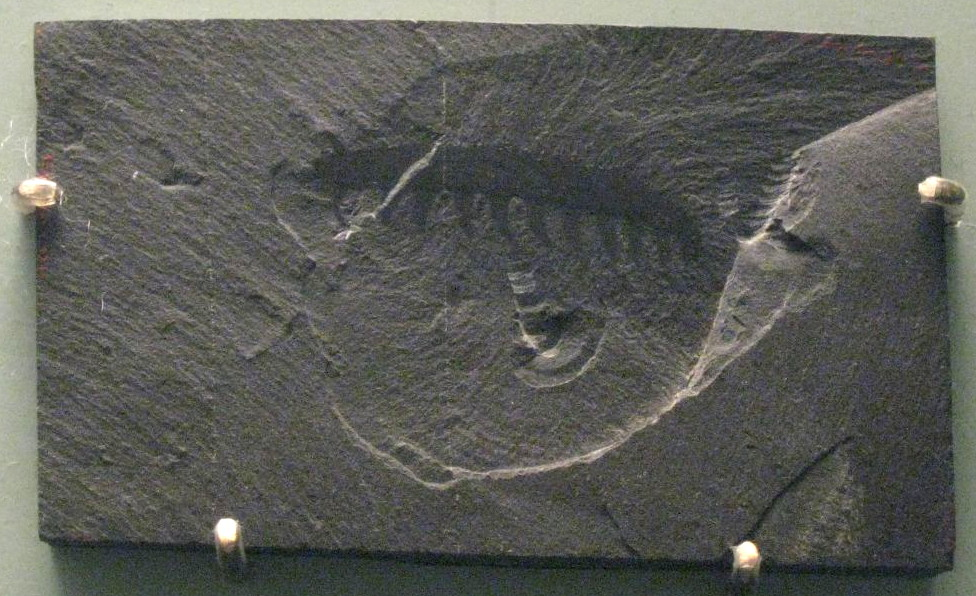
Aysheaia pedunculata의 화석

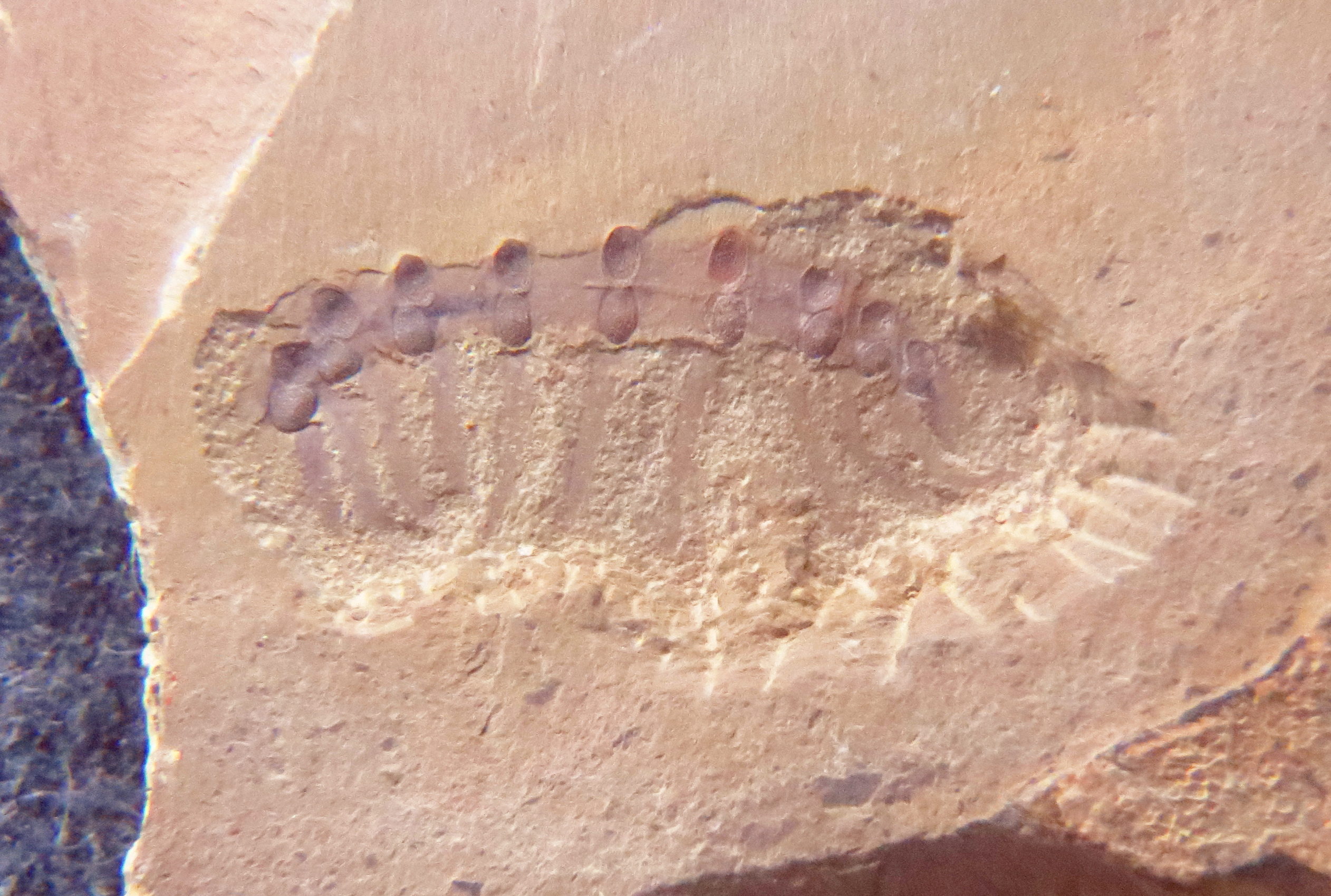
Microdictyon sinicum의 화석

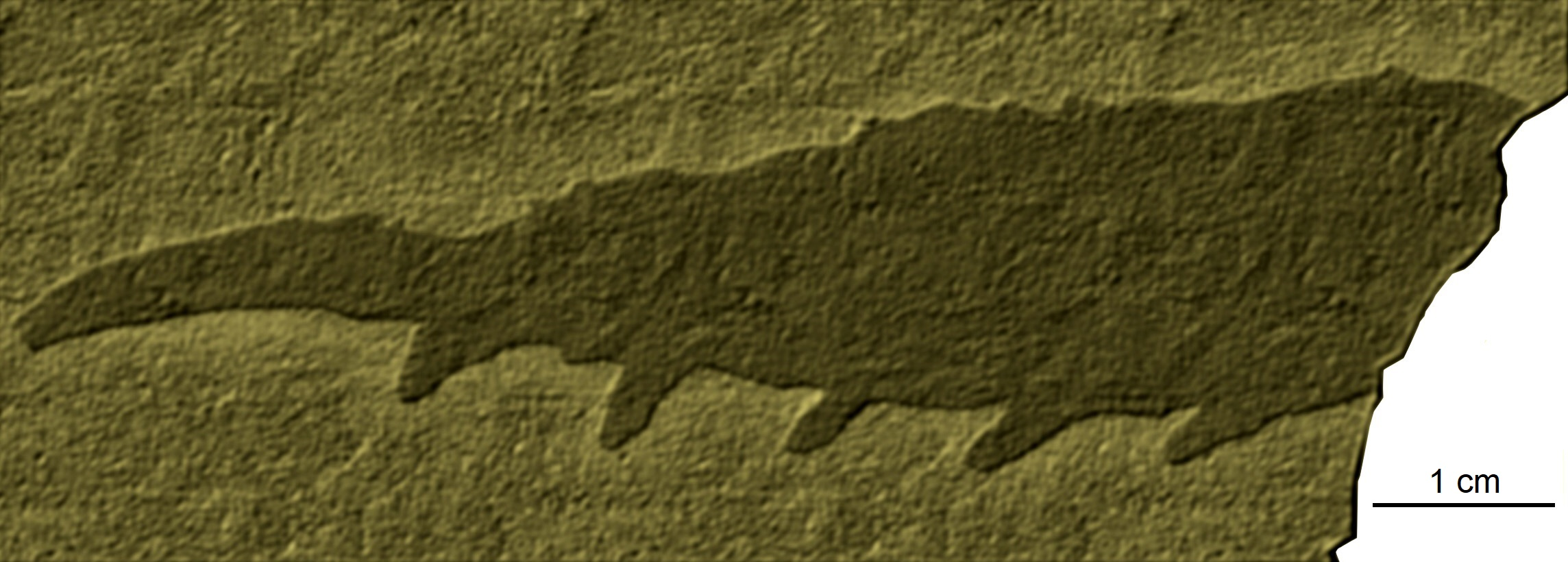
"Mureropodia apae"의 화석으로 Caryosyntrips cf. camurus의 전방부속지로도 보고 있다.

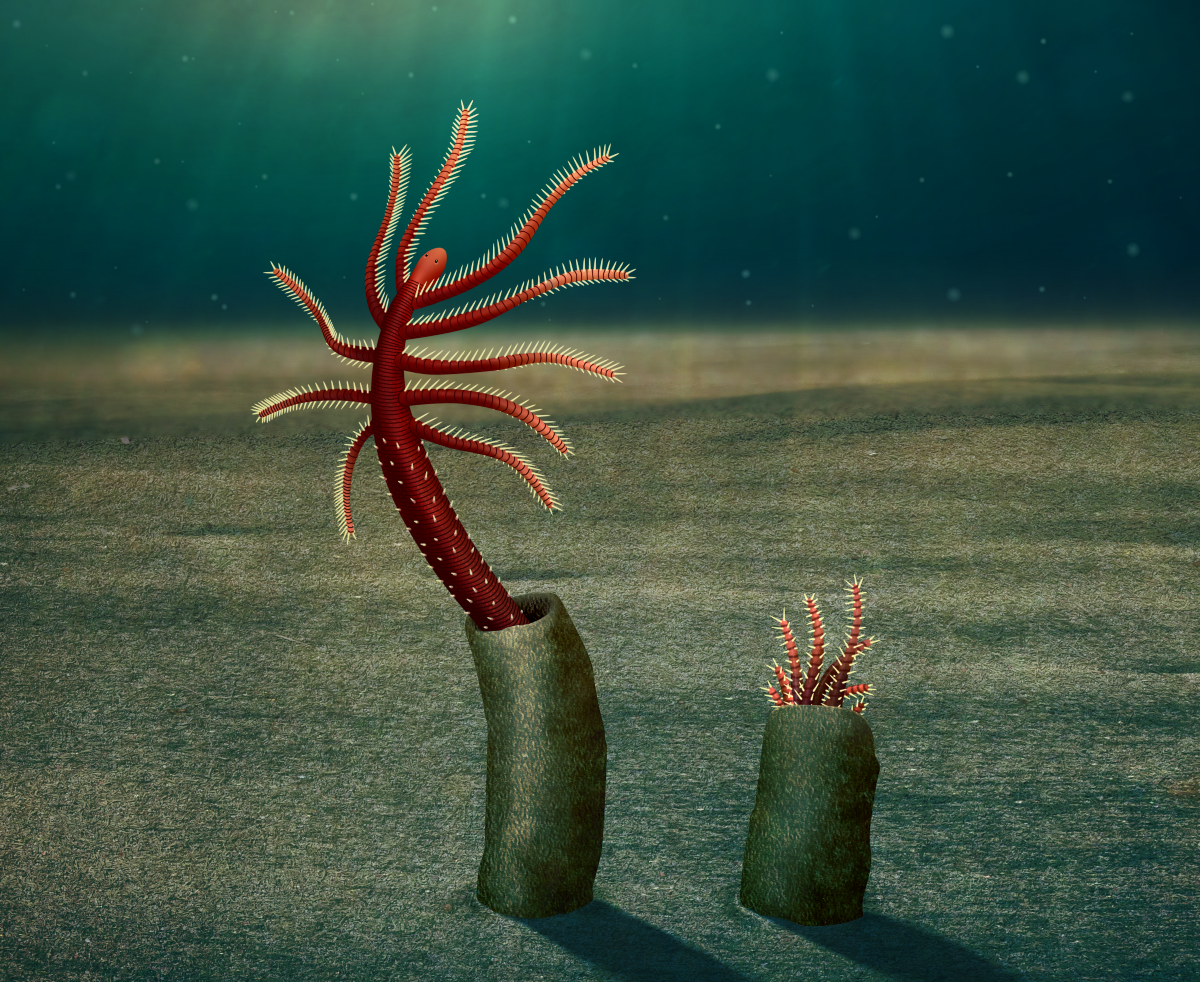
파키웨르미스의 복원도로, 몸 뒷부분에 다리가 없어 수염벌레처럼 사는 모습으로 묘사했다.

- 아키노크리쿠스속(Acinocricus)[73]
- 안테나칸토포디아속 (Antennacanthopodia)[39]
- 아이셰아니아속 (Aysheaia)[42]
- 카르보투불루스속 (Carbotubulus)[12]
- 카르디오딕티온속 (Cardiodictyon)[74]
- 콜린시움속 (Collinsium)[75]
- 콜린소웨르미스속 (Collinsovermis)[40]
- 디아니아속 (Diania)[54][51]
- 엔토티레오스속 (Entothyreos)[76]
- 파키웨르미스속 (Facivermis)[47]
- 푸수콘카리움속 (Fusuconcharium)[77]
- 하드라낙스속 (Hadranax)[78]
- 할루키게니아속 (Hallucigenia)[16][17][52][21]
- 젠사노포디아속 (Jianshanopodia)[6]
- 케리그마켈라속? (Kerygmachela)[19][18][48]
- 레니삼불라트릭스속 (Lenisambulatrix)[9]
- 뤄리사니아속 (Luolishania)[17] (=Miraluolishania)[36][47]
- 메가딕티온속 (Megadictyon)[79][43]
- 미크로딕티온속 (Microdictyon)[50]
- 모불라웨르미스속? (Mobulavermis)[80]
- 옴니덴스속 (Omnidens)?[81]
- 오니코딕티온속 (Onychodictyon]][74][38]
- 오르스테노투불루스속 (Orstenotubulus)[82]
- 오바티오웨르미스속 (Ovatiovermis)[44]
- 팜브델루리온속? (Pambdelurion)[26][57][45]
- 파르비벨루스속? (Parvibellus)[80]
- 파우키포디아속 (Paucipodia)[83][37]
- 콰드라타포라속 (Quadratapora)[77]
- 시베리온속 (Siberion)[27]
- 타나히타속 (Thanahita)[23]
- 트리토니쿠스속 (Tritonychus)[53]
- 우타흐낙스속? (Utahnax)[84]
- 크세누시온속? (Xenusion)[15]
- 유티속? (Youti)[85]